# NGC 61A
NGC 61A (ook wel NGC 61-1) is een lensvormig sterrenstelsel in het sterrenbeeld Walvis. Het hemelobject ligt dicht bij een ander sterrenstelsel dat het nummer NGC 61B draagt.
NGC 61A werd op 10 september 1785 ontdekt door de Duits-Britse astronoom William Herschel.

## Synoniemen
- GC 30
- H 3.428
- h 14
- MCG -01-01-062
- PGC 1083
- VV 742